# Reudeup (Panteraja)
Reudeup is een bestuurslaag in het regentschap Pidie Jaya van de provincie Atjeh, Indonesië. Reudeup telt 681 inwoners (volkstelling 2010).